# Toho
Toho (яп. 東宝株式会社 то:хо: кабусики-гайся) — японская кинокомпания и дистрибьютор фильмов, одна из ключевых компаний холдинга Hankyu Hanshin Toho Group. Главный офис расположен в Дзюракутё (Токио). Toho известна за рубежом как производитель токусацу, фильмов о монстрах кайдзю (например, о Годзилле), дистрибьютор работ Акиры Куросавы, Кихати Окамото, Хидэо Гося и аниме Studio Ghibli. Кинокомпания Toho владеет подразделениями Toho Pictures Incorporated, Toho International, Toho E. B., Toho Music Corporation и Toho Costume. Компания является крупнейшим акционером (7,96 %) Fuji Media Holdings.

## История
Toho была основана Hankyu Railway в 1932 году под названием как Tokyo-Takarazuka Gekijo (яп. 東京宝塚劇場株式会社 то:кё: такарадзука гэкидзё кабусики-гайся). Под её контролем находилась большая часть индустрии кабуки в Токио и, кроме прочего, театры Tokyo Takarazuka Theater и Imperial Garden Theater в Токио; Toho и Shochiku имели многолетню театральную монополию по театрам Токио. После успешного показа нескольких японских фильмов в США, Toho открыла собственный кинотеатр в Лос-Анджелесе, чтобы демонстрировать собственные фильмы, не продавая дистрибьюторам. Это место стало известно как «Театр Toho» с конца 1960-х до 1970-х. Toho также открыла кинотеатр в Сан-Франциско и в Нью-Йорке в 1963.